# Monseñor Arturo Celestino Álvarez
Monseñor Arturo Celestino Álvarez est l'une des six paroisses civiles de la municipalité de Sucre dans l'État de Zulia au Venezuela. Sa capitale est Santa María.